# Xinhua (Loudi)

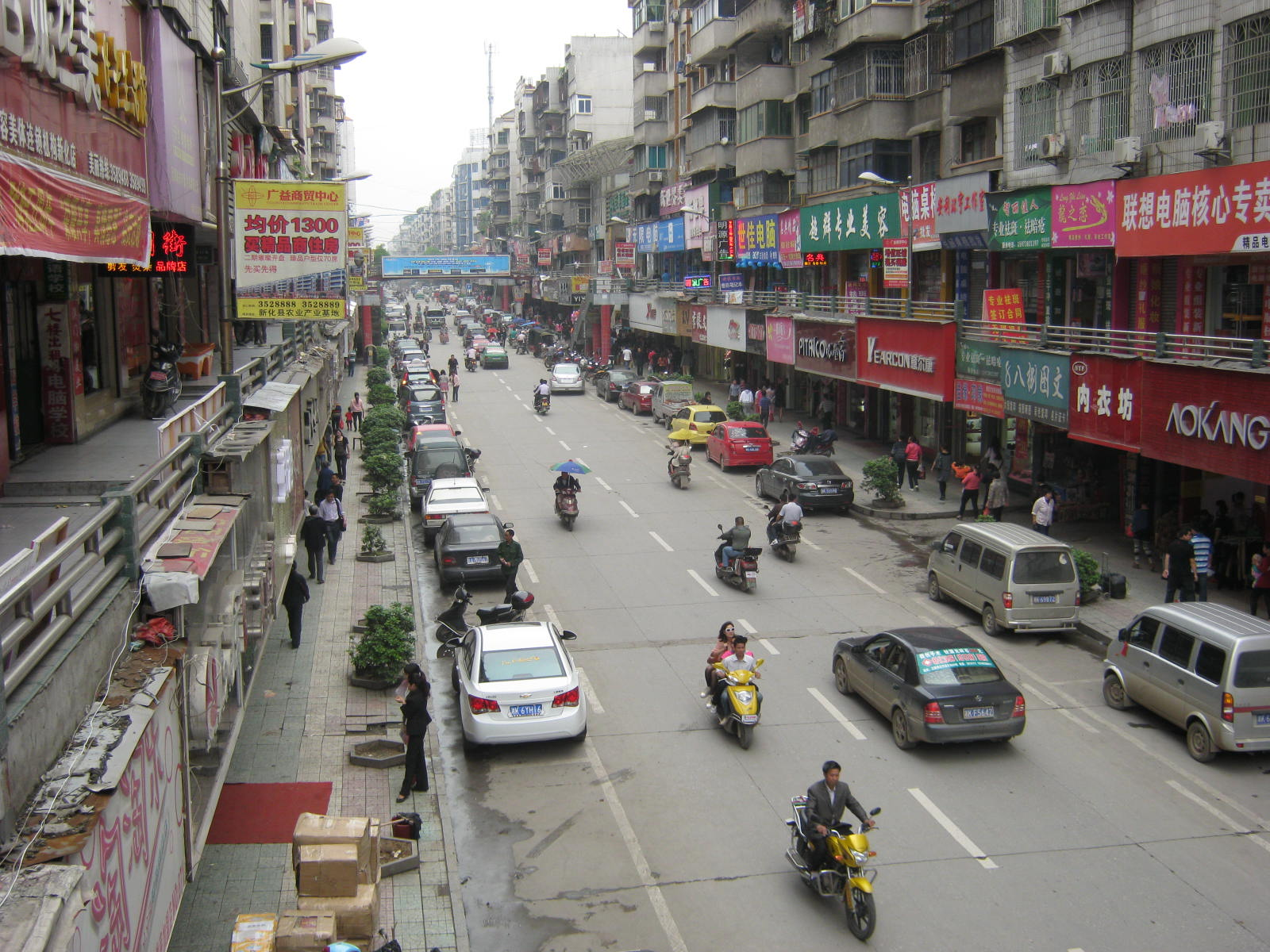
Xinhua, Hunan Provinz, Tianhuanan Road (2012)

Der Kreis Xinhua (新化县,  Xīnhuà Xiàn) ist ein Kreis der bezirksfreien Stadt Loudi im Zentrum der chinesischen Provinz Hunan. Er hat eine Fläche von 3.635 Quadratkilometern und zählt 1.149.500 Einwohner (Stand: Ende 2018). Er liegt am Mittellauf des Flusses Zi Shui 资水. Hauptort ist die Großgemeinde Shangmei 上梅镇.

## Administrative Gliederung
Auf Gemeindeebene setzt sich der Kreis aus neunzehn Großgemeinden und sieben Gemeinden zusammen. 　　